# Fancy Frontier
Francy Frontier est une convention d'anime taïwanaise.

## Principe
Les œuvres présentées sont principalement des dōjinshi, l’atmosphère serait très proche du Comiket.

## Histoire
L'évènement existe depuis 2002.